# 派恩黑文 (新墨西哥州)
派恩黑文（英語：Pinehaven）是位於美國新墨西哥州麥金萊縣的普查規定居民點。

## 人口
根據2020年美國人口普查的數據，派恩黑文的面積為18.04平方千米，皆為陸地。當地共有人口172人，而人口密度為每平方千米9.53人。